# Psoralea graveolens
Psoralea graveolens är en ärtväxtart som beskrevs av Karel Domin. Psoralea graveolens ingår i släktet Psoralea och familjen ärtväxter. Inga underarter finns listade i Catalogue of Life.